# Диана Лорън
Диана Лорън (на английски: Dyanna Lauren) е американска порнографска актриса и режисьор на порнографски филми, родена на 18 март 1965 г. в Лос Анджелис, щата Калифорния, САЩ.

## Награди
Зали на славата
- 2008: AVN зала на славата.[3]

Носителка
- 1998: XRCO награда за най-добра актриса – „Лоши съпруги“.[4]
- 2010: XBIZ награда за завръщане на годината на изпълнителка.[5]